# Храм Минервы Медики (Эсквилин)
Храм Минервы Медики ― ныне утраченное древнеримское культовое сооружение, построенное в честь богини мудрости Минервы. 
Храм был построен в республиканскую эпоху. История здания в целом малоизвестна. О его существовании упоминает Цицерон, обнаруженные археологами надписи и некоторые другие литературные источники, датируемые IV веком н.э. Храм Минервы Медики находился в V округе Рима, который занимал территорию холма Эсквилин. В 1887 году на Виа Карло Ботта при раскопках были выкопаны некоторые favissae ― подвалы, где хранились списки обетов, данных гражданами богам. Среди сотен найденных фрагментов было обнаружено упоминание храма Минервы Медики. При этом руины самого храма так и не были обнаружены. 
Большое старинное здание с рухнувшим куполом, стоящее рядом с вокзалом Термини, на протяжении веков также было известно как Храм Минервы Медики. Согласно традиции, античная статуя Афины Юстины (римская богиня Минерва отождествлялась с греческой богиней Афиной) была найдена в непосредственной близости от этого места в начале XVII века, и предполагалось, что это и был храм Минервы. Однако впоследствии исследователи пришли к выводу о том, что это здание ― не храм, а нимфеум, построенный в III веке, вероятно, в садах семьи Лициниев. 